# Persecuzione degli zoroastriani
La persecuzione degli zoroastriani fu la persecuzione religiosa inflitta ai seguaci dello Zoroastrismo e avvenne lungo tutto il corso della loro storia, con maggiore o minore intensità. La discriminazione e le molestie cominciarono sotto forma di violenze sparse e di conversione forzata all'Islam. Nel corso della storia furono distrutti numerosi templi del fuoco. Gli Zoroastriani che vivevano sotto il dominio musulmano erano tenuti a pagare una tassa denominata Jizya.
I luoghi di preghiera zoroastriani vennero profanati, i santuari distrutti e al loro posto vennero costruite delle moschee. Molte biblioteche vennero date alle fiamme e gran parte del patrimonio culturale andò perduto. A poco a poco aumentò il numero di leggi che regolavano il comportamento degli zoroastriani, limitando la loro capacità di partecipare alla vita sociale. Nel corso del tempo, la persecuzione divenne più frequente e diffusa e il numero dei credenti diminuì in modo significativo.
Molti si convertirono, sia pure superficialmente, per sfuggire all'abuso sistematico e alla discriminazione da parte delle leggi sulla terra. Una volta che una famiglia zoroastriana si convertiva all'Islam, i bambini dovevano frequentare una scuola islamica e imparare l'arabo e gli insegnamenti del Corano, perdendo così la loro identità zoroastriana, anche se sotto i Samanidi, che erano zoroastriani convertiti all'Islam, la lingua persiana ebbe una sua fioritura. A volte, il clero zoroastriano assisteva i musulmani contro coloro che ritenevano eretici zoroastriani.
Altre volte, gli zoroastriani perseguitarono altri zoroastriani, in quanto venivano ritenuti appartenenti a sette eretiche. Secondo Hinnells, la persecuzione era fondamentale per il senso di identità degli zoroastriani, e come la comunità ebraica non può essere compresa senza un apprezzamento della realtà dell'antisemitismo, così anche l'esperienza zoroastriana di esclusione deve essere presa in considerazione.

## Persecuzione degli zoroastriani da parte dei musulmani

### Conquista islamica
Fino all'invasione araba e alla successiva conquista musulmana, a metà del VII secolo, la Persia (oggi Iran) era uno Stato politicamente indipendente, che andava dal Mar Egeo al fiume Indo, dominato da una maggioranza religiosa zoroastriana. Lo zoroastrismo fu la religione ufficiale di stato di quattro imperi persiani pre islamici, l'ultimo dei quali fu l'impero sasanide. L'invasione araba mise bruscamente termine al dominio religioso dello zoroastrismo in Persia e istituì l'Islam come religione ufficiale dello Stato.
Dopo la conquista islamica della Persia, agli zoroastriani venne dato lo status di dhimmi e furono sottoposti a persecuzioni; discriminazione e molestie iniziarono sotto forma di violenze sparse. Chi pagava la Jizya era soggetto ad insulti ed umiliazioni da parte degli esattori delle tasse. Agli zoroastriani che venivano catturati come schiavi nelle guerre, veniva data la libertà solo se si convertivano all'Islam.
Molti templi del fuoco, con le loro quattro aperture ad arco assiali, vennero generalmente trasformati in moschee semplicemente impostando un miḥrāb (nicchia di preghiera) al posto dell'arco più vicino alla qibla (la direzione della Mecca). Templi zoroastriani convertiti in moschee si trovano a Bukhara, nonché all'interno e nei pressi di Istakhr e di altre città persiane. Le città dove i governanti arabi realizzarono i loro quartieri, erano più vulnerabili a tale persecuzione religiosa; grandi templi del fuoco vennero trasformati in moschee, e i cittadini furono costretti a convertirsi o a fuggire. Molte biblioteche vennero bruciate e monumenti antichi andarono distrutti.
Gradualmente aumentò il numero delle leggi che regolavano il comportamento degli zoroastriani, limitando la loro capacità di partecipare alla vita sociale, e rendendo loro la vita difficile, nella speranza che si sarebbero convertirsi all'Islam. Nel tempo, la persecuzione degli zoroastriani divenne più frequente e diffusa, e il numero dei credenti diminuì in modo significativo. Molti si convertirono, alcuni superficialmente, per sfuggire all'abuso sistematico e alla discriminazione delle leggi sulla terra. Altri accettarono l'Islam perché il loro impiego nel settore industriale e artigianale era, secondo il dogma zoroastriano, impuro dato che esso li coinvolgeva contaminando il fuoco. Secondo Thomas Walker Arnold, i missionari musulmani non incontravano difficoltà a spiegare il credo islamico agli zoroastriani, perché c'erano molte somiglianze tra le due fedi. Secondo Arnold, i persiani avrebbero identificato Ahura Mazdā e Ahriman con Allah e Iblīs.
Una volta che una famiglia zoroastriana si convertiva all'Islam, i bambini dovevano frequentare la scuola di religione musulmana e imparare l'arabo e gli insegnamenti del Corano, perdendo così la loro identità zoroastriana. Questi fattori continuarono a contribuire all'aumento dei tassi di conversione dallo zoroastrismo all'Islam. Uno studioso persiano commentò "Perché così tanti hanno dovuto morire o soffrire? Perché da una parte si è stati determinati ad imporre la loro religione agli altri che non riuscivano a capirla."

### Dal 642 al X secolo
Nel VII secolo la Persia subì l'invasione araba. Con la morte di Yazdegerd III, che fu proditoriamente ucciso dopo essere stato sconfitto in battaglia, la linea sasanide si concluse e la fede zoroastriana, che era stata la religione di stato per più di mille anni, scomparve e l'Islam prese il suo posto come religione nazionale di Persia.
Nei secoli successivi, gli zoroastriani dovettero subire molte discriminazioni religiose, persecuzioni e molestie, oltre ad essere identificati come najis (inquinati) e impuri dai musulmani, cosa che li rendeva inadatti a vivere insieme ad essi, e quindi costringendoli ad uscire dalle città e ad affrontare le principali sanzioni in tutte le sfere della vita. Gli zoroastriani furono oggetto di umiliazione pubblica attraverso regolamenti sul modo di vestire, vennero etichettati come najis ed esclusi da diversi settori della società, dell'istruzione e del lavoro.

#### Califfato Rashidun (642–661)
Sotto il primo dei quattro califfati, la Persia rimase predominatamente zoroastriana. Gli zoroastriani avevano lo status di Gente del libro o dhimmi, dato loro dal califfo Umar, anche se alcune pratiche contrarie all'Islam erano proibite.
Quando la capitale persiana di Ctesifonte, in provincia di Khvârvarân (oggi Iraq) cadde sotto il dominio musulmano a seguito della conquista islamica della Persia, nel 637, ad opera di Sa'd ibn Abi Waqqas durante il califfato di Umar, i palazzi e i loro archivi vennero dati alle fiamme. Secondo quanto riportato in Tarikh al-Tabari di Al-Tabari, il comandante arabo Sa'd ibn Abi Waqqas scrisse al califfo Umar ibn al-Khatta-b cosa doveva fare dei libri di Ctesifonte. Umar gli rispose: "Se i libri contraddicono il Corano, sono blasfemi. D'altro canto, se concordano, non sono necessari, in quanto per noi il Corano è sufficiente." Così, la grande biblioteca venne distrutta e i libri, frutto delle generazioni di scienziati e studiosi persiani, vennero gettati nel fuoco o nell'Eufrate. Quasi 40 000 nobili persiani vennero catturati, presi come schiavi e venduti in Arabia. Gli arabi chiamavano i persiani 'Ajam' ovvero stranieri. La prima voce di protesta venne da Piruz Nahavandi, un artigiano persiano schiavo, che assassinò Umar. Quando la città di Istakhr nel sud, un centro religioso zoroastriano, dimostrò forte resistenza contro gli invasori arabi, 40 000 residenti vennero macellati o impiccati.

#### Omayyadi (661–750)
Gli Omayyadi, che regnarono dalla Siria proseguirono il califfato. La persecuzione si intensificò nell'VIII secolo, durante il regno del tardo califfato Omayyade, i cui predecessori avevano conquistato gran parte dell'ultimo stato zoroastriano dal 652. La tassa Jizya venne imposta agli zoroastriani, e la lingua ufficiale della Persia divenne l'arabo che prese il posto della lingua persiana. Nel 741, gli Omayyadi decretarono ufficialmente che i non musulmani sarebbero stati esclusi dalle posizioni di governo.
I musulmani persiani iniziarono in questo momento una nuova tradizione, che rese l'Islam come una religione in parte persiana. Essi sottolinearono che un persiano, Salaman-I-Farsi ebbe una grande influenza su Maometto, il profeta. Venne creato un altro mito secondo il quale Husayn, il figlio del quarto califfo, aveva sposato una principessa sassanide, di nome Shahr-Banu, la Signora della Terra, il cui figlio era diventato il quarto Imam musulmano (e diede inizio al ramo sciita dell'Islam). I musulmani persiani credevano che sciita era derivato da sasanide Queste due credenze resero più facile la conversione agli zoroastriani. Un esempio di oppressione religiosa si registrò quando un governatore arabo, nominò un commissario per supervisionare la distruzione dei santuari in tutta la Persia, indipendentemente dagli obblighi del trattato. Uno dei Califfi omayyadi disse: "succhiate il latte ai persiani e una volta che si sarà asciugato, succhiate il loro sangue".
Yazid-ibn-Mohalleb, un generale degli Omayyadi, venne messo a capo di un grande esercito per una spedizione in Mazandaran. Sulla strada per Mazandaran, il generale ordinò che i prigionieri venissero appesi ai due lati della strada in modo che l'esercito arabo vittorioso vi passasse in mezzo. L'attacco a Tabaristan (oggi Mazandaran) non riuscì, ma riuscirono a porre sotto il loro controllo Gorgan. Per ordine di Yazid-Ibn-Mohalleb tanti persiani vennero decapitati a Gorgan tanto che il loro sangue, miscelato con l'acqua, avrebbe potuto muovere la macina del mulino in modo da produrre un pasto al giorno per lui, come aveva promesso. A documentazione della sua brutalità, rappresentò se stesso facendo girare la macina di un mulino ad acqua, utilizzando il sangue degli uccisi per tre giorni e alimentò il suo esercito con pane fatto con farina impastata con il sangue. Ma, il Tabaristan rimase invincibile fino a quando la maggior parte degli zoroastriani non migrarono verso l'India e il resto si convertì gradualmente all'Islam.

#### Abbasidi (752 – 804)
Gli Omayyadi vennero seguiti dagli Abbasidi che andarono al potere con l'aiuto dei musulmani persiani. La persecuzione degli zoroastriani aumentò in maniera significativa sotto gli Abbasidi, con la distruzione indiscriminata dei templi del fuoco. Durante il governo abbaside, lo status degli zoroastriani in terre persiane passò da Zimmi (o dhimmi, persone che erano protette dallo Stato e generalmente considerate 'Gente del libro') a 'kāfir' (non credenti). Di conseguenza, agli zoroastriani non furono concessi gli stessi diritti dati agli ebrei ed ai cristiani. I musulmani persiani erano accolti a corte, ma non gli zoroastriani. Ad essi veniva negato l'accesso agli hammam per il fatto che i loro corpi erano considerati inquinati.
Quasi ogni famiglia zoroastriana fu in grado di evitare la conversione all'Islam, quando era impiegata presso gli Abbasidi. A causa della loro durezza verso i non credenti, e grazie al loro mecenatismo sontuoso di persiani musulmani, gli Abbasidi dimostrarono di essere nemici mortali dello Zoroastrismo.
Secondo Dawlatshah, Abdollah-ibn-Tahir, un persiano arabizzato, e governatore del Khorasan sotto il califfo Abbasida, vietò le pubblicazioni in lingua persiana e ordinò che tutti gli zoroastriani erano obbligati a consegnare tutti i loro libri religiosi e a gettarli nel fuoco. Come risultato, molte opere letterarie scritte in lingua pahlavi andarono perdute per sempre. Durante il regno Abbaside gli zoroastriani, per la prima volta divennero una minoranza in Persia. Tuttavia, ci furono casi di tolleranza durante l'epoca abbaside, in particolare sotto il regno di Al-Mu'tasim che frustò un imam e un muezzin per la distruzione di un tempio del fuoco e la sua sostituzione con una moschea.

#### Saffaridi (869 – 903)
Agli Abbasidi succedettero i Saffaridi. Gli zoroastriani vissero sotto la guida del loro sommo sacerdote, in quanto non avevano un re. In Iraq, il centro politico dello Stato sassanide, le istituzioni zoroastriane erano viste come appendici del governo e della famiglia reale, e subirono distruzioni e confische. Strettamente associato alle strutture di potere dell'impero persiano, il clero zoroastriano diminuì rapidamente dopo che fu privato del sostegno statale.

#### Samanidi (819 – 999)
I Samanidi appartenevano alla nobiltà teocratica zoroastriana che si convertì volontariamente al sunnismo. Durante il loro regno, approssimativamente 300 anni dopo la conquista araba, vennero innalzati nuovi templi del fuoco in quasi ogni provincia di Persia compreso l'Khorasan, Kerman, Sijistan ed altre aree sotto il controllo dei Samanidi. Secondo Al-Shahrastani, c'erano templi del fuoco, anche a Baghdad in quel tempo. Lo storico Al-Masudi, un arabo nato a Baghdad, che scrisse un trattato di storia e geografia nel 956, racconta che dopo la conquista: 
Aggiunse anche Sindh e Sin del subcontinente indiano (Al-Hind) alla lista. Questa affermazione di al Masudi è pienamente confermata dai geografi medievali che fanno menzione di templi del fuoco nella maggior parte delle città persiane.

### Dal X al XX secolo

#### Migrazione verso l'India

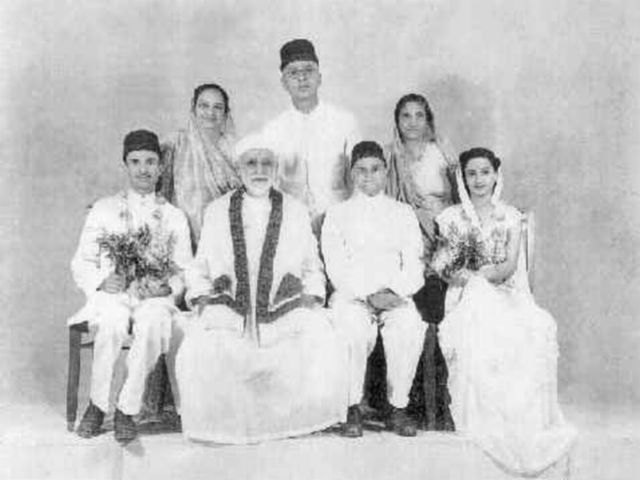
Ritratto di un matrimonio Parsi, 1948

All'inizio del X secolo un piccolo gruppo di zoroastriani, che viveva intorno alla città di Nyshapour e al forte di Sanjan nella provincia del Grande Khorasan, decisero che la Persia non era più sicura per loro e la loro religione, e decisero di emigrare in India. Attraversarono lo stretto di Hormuz nel golfo persico, e dopo tre anni di preparativi salparono per l'India. Approdarono nell'isola di Diu sulla costa del Gujarat nel 936. Li vissero per circa vent'anni in grandi difficoltà. Impararono la lingua locale e presentarono i loro problemi a Jadi Rana, il re Hindu di quella regione.
Jadi Rana in cambio di alcune promesse di comportamento, permise loro di stabilirsi nel suo regno. I rifugiati accettarono le condizioni e fondarono l'insediamento di Sanjan in Gujarat, che si dice sia stato chiamato in ricordo della città dalla quale provenivano (Sanjan, nei pressi di Merv, nell'attuale Turkmenistan), che avevano lasciato circa 30 anni prima. Consacrarono il loro primo fuoco Atash Behram entro cinque anni dall'arrivo a Sanjan in Gujarat.
Questo attirò altri zoroastriani dalla Persia e anche alcuni zoroastriani che erano venuti individualmente nel corso degli anni e si erano stabiliti in varie parti dell'India occidentale. Questo primo gruppo fu seguito da un secondo gruppo, ancora dal Grande Khorasan, entro cinque anni dal primo, e questa volta portando con loro strumenti religiosi (lo alat). Oltre a questi di Khorasani o di Kohistani -gente di montagna, come i due gruppi iniziali vennero inizialmente chiamati – almeno un altro gruppo, si dice, che sia venuto via terra da Sari (nell'attuale Mazandaran, in Iran). Dopo ciò, vi furono piccole migrazioni, da differenti parti della Persia, nella stessa regione dell'India, con ogni ondata che portò con sé i propri usi e rituali zoroastriani.
Questo fu l'inizio dei Parsi in India. Da allora vissero in pace con gli indù e il loro rapporto con essi fu pieno di accordo e di amicizia. La comunità esiste ancora in India occidentale, e comprende oggi la più grande concentrazione di zoroastriani nel mondo. "Le leggende Parsi riguardano la migrazione dei loro antenati in India e rappresentano una banda assediata di rifugiati religiosi in fuga dalla dura repressione degli invasori musulmani fanatici, al fine di preservare la loro antica fede" Il poema epico Qissa-i-Sanjan (Storia di Sanjan) è un racconto dei primi anni dei coloni zoroastriani nel subcontinente indiano. Solo in tempi recenti, i Parsi sono diventati consapevoli della portata della oppressione che i loro antenati in Persia hanno dovuto sopportare.

#### Safavidi (1502–1747)
Gli zoroastriani ebbero un momento difficile durante il periodo safavida e affrontarono ripetute persecuzioni e conversioni forzate. I re Safavidi cercarono di costringerli ad accettare l'Islam sciita, e i sunniti vennero costretti a convertirsi allo sciismo o vennero uccisi. Gli zoroastriani vennero anche bollati di essere impuri, oltre che infedeli. Come all'inizio del secolo, anche in questo periodo si assistette a campagne sporadiche per la conversione di armeni e zoroastriani, concentrando la colpa per i mali economici o di altro genere, su questa e altre minoranze il cui coinvolgimento nell'esportazione delle spezie, ad esempio, era ben noto.
Agli inizi del XVI secolo, il grande re safavide, Shah Abbas I ospitò un certo numero di zoroastriani in un sobborgo della sua nuova capitale, Esfahan. Il sobborgo di Esfahan dove vissero gli zoroastriani venne chiamato Gabr-Mahal, Gabristan o Gabrabad, derivato dalla parola Gabr. Gli europei che visitarono la sua corte lasciarono dei resoconti sui 'Gabors' o 'Gabrs', (un termine offensivo usato dai musulmani per indicare gli zoroastriani), convenendo sulla povertà e semplicità delle loro vite. Temendo la profanazione da parte dei musulmani, gli zoroastriani nascondevano i fuochi sacri, e conversavano in un dialetto di recente invenzione chiamato Dari. Più tardi i re Safavidi non furono così tolleranti come Shah Abbas. Muhammad Baqir Majlisi persuase il sultano Husayn (1688-1728) a decretare la conversione forzata degli zoroastriani, e chi si rifiutò venne ucciso.
Il racconto in Mino Khirad, scritto durante il periodo Savafida, dimostra che gli zoroastriani vennero sottoposti a vessazioni da parte della maggioranza sciita, e i loro luoghi di culto furono sotto una costante minaccia di essere distrutti. Dal 1707, quando Le Bruyn visitò Isfahan, gli zoroastriani non potevano più praticare la loro religione liberamente. Egli osservò che gli zoroastriani indigenti erano stati portati a Isfahan, ed erano stati costretti a diventare musulmani tre anni prima.

#### Dinastia Qajar (1796–1925)

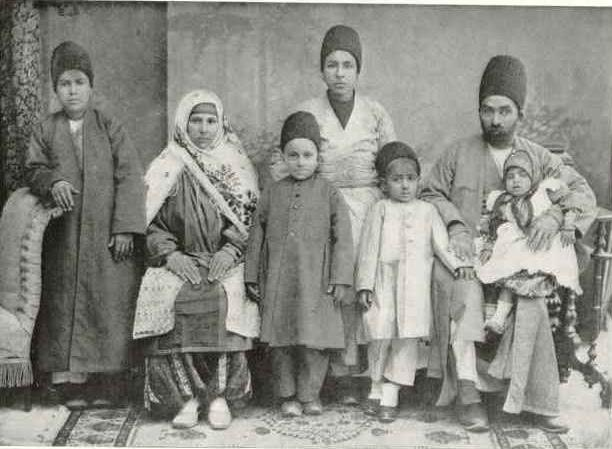
Una famiglia zoroastriana di Qajar, Iran, circa 1910.

Un astrologo zoroastriano di nome Mulla Gushtasp predisse la caduta della dinastia Zand ad opera dell'esercito Qajar a Kerman. In seguito alla previsione di Gushtasp, gli zoroastriani di Kerman vennero risparmiati dall'esercito conquistatore di Agha Mohammad Khan Qajar. Nonostante l'incidente favorevole di cui sopra, gli zoroastriani durante la Dinastia Qajar rimasero in agonia e la loro popolazione continuò a diminuire. Anche durante lo Stato di Agha Mohammad Khan, il fondatore della dinastia, molti zoroastriani vennero uccisi e alcuni fatti prigionieri in Azerbaigian. Il periodo Qajar fu uno dei peggiori per gli zoroastriani.
Molti visitatori stranieri in Persia, in quel tempo, commentarono la loro pietosa situazione. Il viaggiatore A.V.W. Jackson osservò che gli zoroastriani vivevano nel costante timore di persecuzioni da parte degli estremisti islamici e le loro vite erano in pericolo ogni volta che scoppiava lo spirito fanatico dell'Islam, come quello da lui testimoniato a Yazd. Secondo Edward Browne, le pareti delle case degli zoroastriani dovevano essere più basse di quelle dei musulmani ed era proibito marcarle con segni distintivi. Essi non potevano costruire nuove case o riparare le vecchie.
Diversi metodi erano usati per fare proselitismo sulle minoranze. Secondo le leggi, qualsiasi membro della famiglia convertito all'Islam, aveva il diritto di ricevere tutta l'eredità. Ad essi era vietato intraprendere occupazioni lucrative. La comunità era considerata reietta, impura e intoccabile. Gli zoroastriani e il loro cibo erano considerati impuri e ogni esercizio pubblico si rifiutava di servirli. Quando facevano acquisti al bazar, non potevano toccare il cibo e la frutta. Venivano minacciati di conversioni forzate, picchiati e derubati, e i loro santuari venivano regolarmente profanati, mentre vessazioni e persecuzioni erano le norma della vita quotidiana. Erano spesso attaccati e picchiati dai musulmani nelle strade. La loro uccisione non era punita. A volte, le ragazze zoroastriane venivano rapite con la forza, fatte convertire e sposate dai musulmani che le portavano poi in città in pompa magna.
Gli zoroastriani erano soggetti a discriminazione pubblica sulle regole di abbigliamento – non potevano portare abiti bianchi o nuovi, ed erano costretti, dalla legge, ad indossare la veste giallo opaco, come segno distintivo. Essi non erano autorizzati ad indossare cappotti, ma venivano costretti ad indossare lunghe vesti chiamate Kaba e scarpe di cotone geeveh anche in inverno. Portare occhiali da vista, lunghi mantelli, pantaloni, cappelli, stivali, calze, avvolgere i loro turbanti in maniera stretta e ordinata, portare orologi o anelli, erano tutte cose proibite agli zoroastriani. Quando pioveva non potevano usare un ombrelli o apparire in pubblico, perché l'acqua che scorreva sui loro corpi e abiti avrebbe potuto inquinare i musulmani. Gli uomini zoroastriani a Yazd dovevano portare un grande mantello che dovevano mettere sotto i piedi quando visitavano la casa di un musulmano, in modo da evitare che il tappeto potesse essere contaminato. Era loro vietato montare sui cavalli ma soltanto su muli e asini, e in presenza dei musulmani dovevano scendere da cavallo. Solo nel 1923, decadde questo divieto stabilito da Reza Shah Pahlavi.
Nonostante il loro stato di miseria, gli zoroastriani dovevano pagare una pesante tassa religiosa conosciuta come Jizya. Fonti zoroastriane registrano il metodo di pagamento concepito per umiliare i dhimmi, le persone tassate, costrette a stare in piedi mentre l'ufficiale che riceveva il denaro era seduto su un alto trono. Dopo aver ricevuto il pagamento, l'ufficiale dava al dhimmi un colpo sul collo e lo spingeva lontano. Il pubblico era invitato ad assistere allo spettacolo. Gli esattori arabi deridevano gli zoroastriani per il fatto che indossavano il Kushti e glielo strappavano di dosso, mettendo un cappio intorno al collo dei fedeli. A causa della corruzione dei funzionari del fisco, a volte veniva chiesta anche due o tre volte la cifra ufficiale che sarebbe stata dovuta, perché ogni intermediario doveva ricevere la sua parte. Se le famiglie non potevano permettersi di pagare la jizya, i loro figli venivano picchiati e persino torturati ed i loro libri religiosi venivano gettati nel fuoco. È così che nacque il termine "senza libri". In queste condizioni dolorose, alcuni dovettero convertirsi e ci furono quelli che si dichiararono musulmani, prendendo nomi islamici, ma che continuarono, in segreto, a praticare la loro religione. Oggi quest'ultimo gruppo, tra gli zoroastriani, è conosciuto come Jaddid. In risposta alle politiche di persecuzione e di segregazione, la comunità zoroastriana divenne chiusa, introversa e statica.
Il massacro degli zoroastriani non cessò durante il regno dei Qajar. Le ultime due comunità sono registrate nei villaggi che circondano le città di Boarzjan e Turkabad vicino Yazd. Oggi, il villaggio di Maul Seyyed Aul vicino Borazjan, tra la popolazione locale è noto come "sito dell'uccisione" (Ghatl-Gauh), e i cognomi zoroastriani di Turk, Turki, Turkian e Turkabadi riflettono il lignaggio dei sopravvissuti di Turkabad. Nel 1850, il conte di Gobineau, ambasciatore francese in Iran, scrisse: "solo 6000 di loro sono rimasti e solo un miracolo può salvarli dall'estinzione. Questi sono i discendenti delle persone che un giorno governarono il mondo."
A causa del livello di oppressione e della miseria, molti zoroastriani si avventurarono in un pericoloso viaggio verso l'India. Coloro che non potevano permettersi il viaggio a bordo delle navi, rischiarono le loro vite attraversando il deserto ostile su asini o anche a piedi. In India, vennero riconosciuti come Sedreh e Kushti e aiutati dai loro fratelli Parsi. Lì, costituirono la seconda grande comunità zoroastriana indiana conosciuta come irani.

#### Emissari verso l'Iran
Quando la notizia della loro situazione raggiunse i Parsi, che nel frattempo era diventati abbastanza prosperi, vennero istituiti fondi Parsi per aiutare gli zoroastriani iraniani e vennero inviati emissari in Iran. Il filantropo Parsi, Maneckji Limji Hataria, venne inviato per dar loro aiuto. Egli trovò solo 7711 zoroastriani a Kerman, Yazd e Tehran (ora capitale dell'Iran). Usando la sua influenza sul governo inglese, si adoperò per far rimuovere la persecuzione degli zoroastriani. La Jizya venne pagata, dalla minoranza zoroastriana fino al 1882, quando venne abolita ad opera del governo della dinastia Qajar.

#### Repubblica Islamica dell'Iran (1979-ad oggi)
Nel 1979 la rivoluzione islamica fu altrettanto traumatica per il restante gruppo di zoroastriani, e il loro numero si ridusse drasticamente. Immediatamente dopo la rivoluzione, durante il governo di Bazargan, i rivoluzionari musulmani "entrarono nel maggior tempio del fuoco zoroastriano di Teheran e rimossero il ritratto del profeta Zoroastro sostituendolo con quello dell'Ayatollah Khomeini".
L'Iran è considerato dalle Nazioni Unite e altre organizzazioni non governative come tra i peggiori criminali del mondo contro la libertà di religione - al fianco dell'Arabia Saudita e del Sudan. I membri delle minoranze religiose, per legge e in pratica, non possono essere eletti ad un organo di rappresentanza (tranne che per i posti nelle Majles riservati alle minoranze, come previsto dalla Costituzione) e ricoprire incarichi di governo o posizioni militari. Essi, inoltre, subiscono discriminazioni nel sistema giuridico, ricevendo indennizzi inferiori nel caso di lesioni o morte nelle cause legali, e incorrono in sanzioni più pesanti, rispetto ai musulmani. Gli uomini musulmani sono liberi di sposare le donne non musulmane, ma i matrimoni tra donne musulmane e uomini non musulmani non sono riconosciuti.

## Persecuzione di zoroastriani da gruppi di altri zoroastriani
Il Mazdakismo venne visto dalla gerarchia zoroastriana come un'eresia e conseguentemente perseguitato dai capi sasanidi zoroastriani. Il re sasanide Khosrau I lanciò una campagna contro i Mazdakiti nel 524 o 528, culminata nel massacro della maggior parte degli aderenti, compreso lo stesso Mazdak, e restaurò lo zoroastrismo ortodosso come religione di stato.
Diverse cronache specificano i metodi di morte: ad esempio, Shahnameh afferma che tremila Mazdakiti vennero sepolti vivi con i piedi verso l'alto in modo da presentare a Mazdak lo spettacolo di un "giardino umano", mentre Mazdak stesso era appeso a testa in giù e bersagliato da innumerevoli frecce; altre storie specificano altri metodi di tortura e di uccisione. In ogni caso, Anushiravan procedette ad implementare le proprie profonde riforme sociali e amministrative. Il Mazdakismo scomparve, quasi del tutto, dopo il massacro. Più tardi, ci furono casi in cui il clero zoroastriano venne assistito dai musulmani contro gli zoroastriani che lo stesso considerava eretici o separatisti.

## Persecuzione di zoroastriani da parte dei cristiani
Secondo Mary Boyce, gli zoroastriani che vivevano sotto la dominazione cristiana in Asia Minore ebbero dei disagi, in particolare nel corso del conflitto tra l'impero romano e la Persia. I cristiani che vivevano in territorio Sasanide distrussero molti templi del fuoco e luoghi di culto zoroastriani. Preti cristiani, volutamente spensero il sacro fuoco degli zoroastriani che descrissero come "seguaci del malvagio Zardusht (Zoroastro), che servono falsi dei e gli elementi della natura."